# Т-39
Т-39 — проєкт радянського важкого багатобаштового танка прориву міжвоєнного періоду. 

## Історія створення
Розроблявся у восьми варіантах в ОКМО Дослідного заводу Спецмаштреста ім. С. М. Кірова під керівництвом М. В. Барикова починаючи з 1933 року на основі досвіду проєктування важких танків ТГ-6, ТГ-11, Т-42 і танком італійської фірми «Ансальдо». Провідний інженер  — П. М. Сячінтов. Розробка припинена з введенням в дію танка Т-35, здатного вирішувати ті ж завдання, що і Т-39. Танк існував лише у вигляді креслень та дерев'яних макетів в масштабі 1:10, зроблених на основі двох обраних варіантів танка (№ 7 та № 8). Варіанти танка відрізнялися один від одного схемою компонування та встановленим озброєнням. 

## Характеристики
Броньовий захист складалася з листів товщиною 15, 20, 25, 50 і 75 мм. До складу озброєння танка могли входити гармати калібру 45, 76,2, 107 і 152,4 мм в двох-чотирьох баштах. Допоміжне озброєння було представлено 4 — 6 кулеметами. Екіпаж повинен був складатися з дванадцяти осіб. 